# Carex minxianica
Carex minxianica är en halvgräsart som beskrevs av Y.C.Yang. Carex minxianica ingår i släktet starrar, och familjen halvgräs. Inga underarter finns listade i Catalogue of Life.